# Citharognathus tongmianensis
Citharognathus tongmianensis är en spindelart som beskrevs av Zhu, Li och Song 2002. Citharognathus tongmianensis ingår i släktet Citharognathus och familjen fågelspindlar. Inga underarter finns listade i Catalogue of Life.